# Satyajit Ray
Satyajit Ray (সত্যজিত রায় en bengalí) (2 de maig de 1921 - 23 d'abril de 1992) va ser un director de cinema, compositor, escriptor i guionista bengalí. Inspirat per la novel·la Pather Panchali  de Bibhutibhusan Bandopadhyay, decideix fer-ne una pel·lícula i la roda amb decorats reals, cridant amics pels papers d'actors, i finançant-lo tot sol. Al final, obté un préstec del govern de Bengala Occidental, que li permet acabar la pel·lícula. És un èxit tant artístic com comercial, i el 1956 rep el premi del document humà al Festival Internacional de Cinema de Canes, fent descobrir al món la indústria cinematogràfica índia.
El cinema de S. Ray és realista; els seus primers treballs són plens de compassió i d'emoció; el seu treball posterior és més polititzat i de vegades cínic, però hi injecta sempre el seu humor típic.
Ray va dirigir 37 pel·lícules, entre curtmetratges, llargmetratges i documentals. La primera pel·lícula de Satyajit Ray Pather Panchali (La queixa del corriol), va guanyar onze distincions internacionals, entre els quals el premi del document humà al Festival Internacional de Cinema de Canes 1956. És la primera part de la trilogia d'Apu, que serà seguit per Aparajito i  Apur Sansar . Ray ha exercit en el transcurs de la seva vida un ampli ventall d'oficis, entre els quals l'escriptura de guions, càsting, la composició musical de bandes originals, el rodatge, la direcció artística, la concepció i la realització dels seus propis crèdits i cartells publicitaris... Fora del cinema, va ser escriptor, editor, il·lustrador, grafista i crític de cinema. Ha guanyat nombrosos premis en el transcurs de la seva carrera, entr els quals un Oscar per a la seva obra el 1992. Ha estat investit igualment amb la Bharat Ratna, la més alta distinció de l'Índia el 1992.

## Joventut
La genealogia de Satyajit Ray ha pogut pujar fins a deu generacions. Upendrakishore Raychowdhury, l'avi de Ray, era escriptor, il·lustrador filòsof, editor i aficionat a l'astronomia. Era també un dels caps del Brahmo Samaj, un moviment religiós i social reformador del Segle XIX a Bengala. Sukumar Ray, el fill d'Upendrakishore, era un escriptor innovador en matèria de poesia de l'absurd i literatura infantil, així com un il·lustrador i crític literari reconegut.
Ray neix a Calcuta de Sukumar i Suprabha Ray. El seu pare mor quan a penes té tres anys, i la família sobreviu amb els magres ingressos de Suprabha. Més tard, Ray estudia economia al Presidency College  de Calcuta, encara que els seus gustos el portin cap a les Belles arts. El 1940, la seva mare l'empeny a fer estudis a la universitat de Visva-Bharati , fundada per Rabindranath Tagore a Santiniketan. Ray és reticent a marxar, d'una banda a causa del seu amor per a la ciutat de Calcuta, i d'altra banda per la mediocre idea que té de la vida intel·lectual a Santiniketan. La persuasió de la seva mare i el respecte que té a Tagore el convencen de temptar aquesta via. Ray va a Santiniketan per estudiar arts gràfiques, però igualment per admirar-hi l'art oriental. Més tard, reconeixerà haver après molt dels cèlebres pintors Nandalal Bose i Benode Behari Mukherjee, sobre els quals realitzarà d'altra banda un documental, The Inner Eye (L'ull interior). Quan visita les grutes d'Ajantâ, Ellorâ i Elephanta, Ray desenvolupa una gran admiració per l'Art Indi.

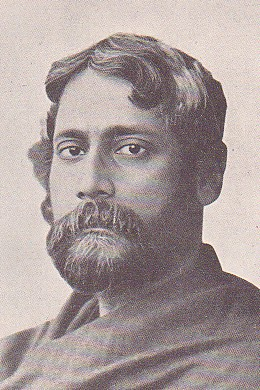
Fotografia de Rabindranath Tagore, presa cap al 1905 per Sukumar Ray, el pare de Satyajit.

Ray va deixar Santiniketan el 1943, abans d'haver acabat els seus estudis universitaris de cinc anys i va tornar a Calcuta, on troba feina en una agència de publicitat britànica, D.J. Keymer. Va ser contractat com a junior visualiser (creador jove) i només guanyava 80 rúpies al mes. A Ray la part artística d'aquest treball li fa pena, i tot i ser ben tractat d'una manera general, regna en aquesta empresa un certa tensió entre els empleats britànics i indis (els primers són ben més ben remunerats). D'altra banda, Ray troba que «els clients són en general estúpids ». Al voltant de 1943, Ray va ser contractat per Signet Press, una nova editorial creada per D. K. Gupta. Gupta va demanar a Ray que creï els dissenys de les cobertes de llibres publicats per Signet Press i li deixa plena llibertat artística. Fa les cobertes de nombroses obres, entre les quals Man-Eaters of Kumaon (Els menjadors d'homes de Kumaon ), un llibre escrit pel caçador naturista Jim Corbett sobre els Tigres i Lleopards, així com Discovery of India (Descobriment de l'Índia ) de Jawaharlal Nehru. Treballa també sobre una adaptació per nens de Pather Panchali , una novel·la bengalina clàssica de Bibhutibhushan Bandopadhyay, que rebateja Am Antir Bhepu  (El xiulet de pinyol de mango). Aquesta obra influencia profundament Ray, i serà l'assumpte de la seva primera pel·lícula. A més a més de la coberta, il·lustra el llibre; molts d'aquests dibuixos trobaran el seu lloc a la pel·lícula
Després, amb Chidananda Dasgupta i d'altres, crea la Calcuta Film Society el 1947, un cine-club on són projectades nombroses pel·lícules estrangeres. Durant la segona guerra mundial, havia lligat d'amistat amb americans a Calcuta, que de tornada a casa seva el mantindran informat de l'actualitat cinematogràfica. Es fa igualment amb un empleat de la RAF, Norman Clare, amb qui comparteix la passió pel cinema, pels escacs i per la música clàssica occidental. El 1949, Ray es casa amb Bijoya Das, una cosina llunyana i l'amor de sempre. D'aquesta unió naixerà un fill, Sandip, que es va convertir en un gran cineasta. El mateix any, Jean Renoir arriba a Calcuta per rodar la seva pel·lícula Le Fleuve. Ray l'ajuda a trobar exteriors pel rodatge. És aleshores quan Ray exposa a Renoir el projecte que té al cap des de fa un cert temps: filmar Pather Panchali . I Renoir l'anima a fer-ho. El 1950, Ray és enviat a Londres per D.J. Keymer per treballar al domicili social. Durant el seu sojorn de tres mesos a Londres, va a veure 99 pel·lícules. Entre ells, la pel·lícula italiana neorealista El lladre de bicicletes (El lladre de bicicletes) realitzada el 1948 per Vittorio De Sica que li causarà una forta impressió. Ray dirà més tard que va sortir de la sessió amb la ferma intenció d'esdevenir director de cinema.

## Els anys Apu (1950-1958)
Ray va decidir doncs que Pather Panchali , el bildungsroman clàssic de la literatura bengalí, publicat el 1928 per Bibhutibhusan Bandopadhyay, serà el tema de la seva primera pel·lícula. Aquesta novel·la semiautobiogràfica descriu la joventut d'Apu, un petit noi d'un poble de Bengala. Ray acaba la concepció de la pel·lícula al mar, mentre que torna de Londres a l'Índia.
Ray reuneix llavors al seu voltant un equip inexpert, amb el càmera Subrata Mitra i el director artístic Bansi Chandragupta, que coneixeran bones carreres. Per la banda dels actors, el repartiment és format principalment d'aficionats. Les preses comencen a finals de 1952, finançats per fons propis de Ray. Un cop s'han fet les primeres preses, espera trobar fons per continuar el projecte; tanmateix, aquest mètode de finançament no és evident. També Pather Panchali  és rodat en un període llarg de manera excepcional, tres anys, amb preses organitzades de tant en tant, a grat de les disponibilitats financeres obtingudes per Ray o per Anil Chowdhury, el director de producció. Amb un préstec del govern de Bengala Occidental, la pel·lícula s'acaba finalment i pot ser estrenada el 1955. Té una rebuda molt favorable de la crítica i aconsegueix un gran èxit popular, emportant-se nombrosos premis. Té una gran difusió, tant a l'Índia com a l'estranger. Durant el muntatge, Ray es nega a sotmetre’s a les demandes dels seus financeurs, desitjosos de modificar el guió o de vigilar el productor. Ignora igualment el consell del Govern (que finançarà la pel·lícula) d'incloure un final feliç, en la qual la família d'Apu aconsegueix un projecte de desenvolupament.
Quan Ray ensenya una escena de la pel·lícula a John Huston, a l'Índia per localitzacions del rodatge de L'home que volia ser rei, el seu entusiasme és encara més gran que els encoratjaments de Renoir. Es tracta de l'escena memorable de la visió que tenen Apu i la seva germana del tren que travessa el camp. Aleshores, era l'única que Ray havia pogut muntar, tenint en compte el seu petit pressupost. Huston adverteix Monroe Wheeler, del Museum of Modern Art de Nova York que un gran talent està naixent. A l'Índia, les reaccions són entusiastes. El Times of India  escriu «és absurd de comparar-lo amb qualsevol film indi […] "Pather Panchali" és pur cinema ». Al Regne Unit, Lindsay Anderson escriu una crònica elogiosa sobre el film. Malgrat tot, les reaccions no són uniformement positives. Així, François Truffaut hauria declarat: «No vull veure una pel·lícula de pagesos que mengen amb els dits».
Bosley Crowther, llavors el més influent crític del New York Times, va escriure un article tan esquerp que el distribuïdor als Estats Units, Ed Harrison, pensa que comprometrà la sortida de la pel·lícula. Però en lloc d'allò, succeeix el contrari, Pather Panchali  és particularment apreciada i té una àmplia difusió.
La carrera internacional de Ray comença realment després de l'èxit de la seva pel·lícula següent, Aparajito (L'invencible). Aquesta pel·lícula narra la lluita sempiterna entre les ambicions d'un jove home, Apu, i l'amor de la seva mare. Moltes crítiques, entre els quals Mrinal Sen i Ritwik Ghatak, la classifiquen com un tall respecte a la primera obra. Aparajito  guanya el Lleó d'Or a la Mostra de Venècia. Abans d'acabar la seva trilogia, Ray realitza dues altres pel·lícules. En principi la comèdia Parash Pathar  (La Pedra filosofal ), seguida per Jalsaghar  ( La sala de música ), una pel·lícula sobre la decadència dels Zamindars, considerada com una de les seves obres més importantes.
Mentre que realitza Aparajito, Ray no pensa encara en una trilogia, però aquesta idea li ve quan se li formula la pregunta a Venècia. L'última part, Apur Sansar  (El món d'Apu ) és realitzada el 1959. Com a les dues obres precedents, moltes crítiques la consideren com la coronació de la trilogia (Robin Wood, Aparna Sen). Ray hi ha fet actuar dos dels seus actors favorits, Soumitra Chatterjee i Sharmila Tagore. Al començament de la intriga, Apu viu en una d'insignificant casa de Calcuta, al límit de la misèria. Contreu amb Aparna un matrimoni poc ordinari, i les escenes de la seva vida comuna formen «un dels clàssics del cinema en matèria de descripció de la vida de parella», però s'esdevé una tragèdia. En resposta a un sever article d'un crític bengalí, Ray respon escrivint al seu torn un paper per defensar la seva pel·lícula, fet rar en la seva carrera de director (l'altra ocurrència notable es produirà amb Charulata, la seva favorita). L'èxit té poques repercussions sobre la seva vida personal durant els anys que segueixen: continua vivint amb la seva mare, el seu oncle i altres membres de la seva extensa família en una casa de lloguer.

## DeDeviaCharulata(1959-1964)
Durant aquest període, Ray dirigeix pel·lícules sobre el Raj (com Devi ), un documental sobre Tagore, una comèdia (Mahapurush) i la seva primera pel·lícula basada en un guió original (Kanchenjungha). Realitza també una sèrie de pel·lícules que, en el seu conjunt, són considerades pels crítics com la representació més acabada a la pantalla de les dones índies.
Després d'Apur Sansar , Ray enllaça amb Devi  (La deessa), una pel·lícula en la qual aborda les supersticions en la societat hindú. Sharmila Tagore interpreta Doyamoyee, una dona jove divinitzada pel seu sogre. Ray va estar un temps intranquil per un eventual bloqueig de la pel·lícula per la censura, o per ser forçat a tallar certes escenes, però al final Devi  s'ho estalvia. El 1961, per la insistència del primer ministre Jawaharlal Nehru, Ray es compromet a realitzar un documental sobre Rabindranath Tagore, en ocasió del centenari del naixement del poeta. És un homenatge a la persona que més probablement l'ha influenciat. Amb la restricció d'un nombre limitat de gravacions disponibles de Tagore, Ray agafa el desafiament de construir una pel·lícula essencialment a partir de materials estàtics, i pren nota que allò representa un treball superior a tres pel·lícules clàssiques. En el mateix any, amb Subhas Mukhopadhyay i d'altres, Ray fa reviure Sandesh , la revista per a nens que el seu avi havia llançat. Ray ha estalviat durant diversos anys per fer possible aquest projecte. La polisèmia del títol (Sandesh significa a la vegada "notícies" en bengalí i unes postres ensucrades de Bengala) dona el to de la revista, alhora educatiu i divertit. Ray en persona il·lustra la revista i escriu històries i assaigs pels nens. L'escriptura és la seva principal font d'ingressos en el transcurs dels anys següents.
El 1962, Ray dirigeix Kanchenjungha , el seu primer guió original, i primera pel·lícula en color. Es tracta de la història d'una família burgesa, que fa estada a Darjeeling, una pintoresca vila sobre un pujol, a la Bengala Occidental, que intenta casar la seva filla petita amb un enginyer que gaudeix d'una bona situació, i que ha estudiat a Londres. Concebuda inicialment per desenvolupar-se en un gran casa pairal, la pel·lícula var ser finalment rodada a la ciutat, on Ray va decidint utilitzar nombroses ombres i llums, així com las calitja, per reflectir la tensió del drama. És un Ray divertit que s'adona que, mentre que el seu guió permet filmar amb totes les condicions de llum possibles, l'equip de realització d'una pel·lícula comercial present a Darjeeling en el mateix moment fracassa en efectuar l'única presa que ha vingut a fer, i que reclama ple sol!

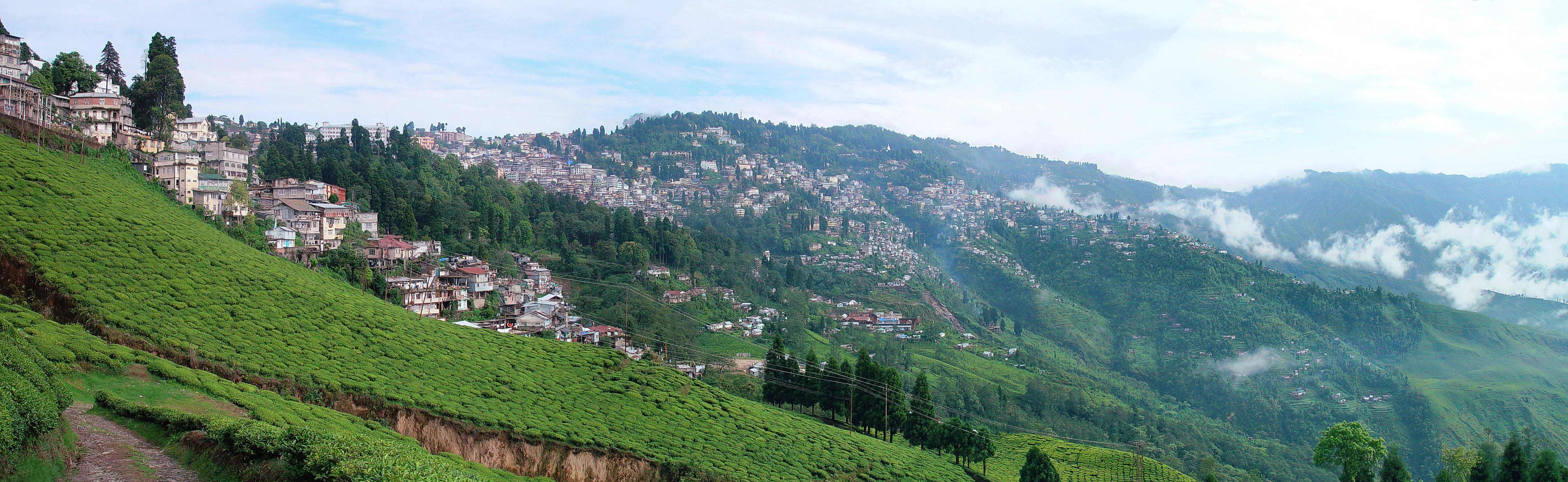
Ray ha sabut treure profit del joc d'ombres i de llums, així com de les calitges de Darjeeling, per reflectir les emocions dels personatges de Kanchenjungha.

Durant els anys 1960, Ray visita el Japó i és un enorme plaer per ell conèixer el director Akira Kurosawa, per a qui té molt respecte. Al país, s'atorga retirs ocasionals a Darjeeling o Purî, per escapar un temps a l'agitació de la ciutat i acabar tranquil·lament un guió.
El 1964, Ray dirigeix Charulata  ( L'esposa abandonada ), apogeu d'aquest període de creació artística, i considerada com molts crítics com el seu millor film. Tenint com a feferència Nastanirh , una novel·la de Tagore, la pel·lícula conta la història d'una esposa abandonada (Charu) a la Bengal del Segle XIX, i dels seus sentiments de grandesa cap al seu cunyat Amal. Sovint citada com a obra mestra mozartiana de Ray, el cineasta mateix diu que és la que conté menys defectes de la seva obra, i que si tingués la possibilitat de refer-la, la refaria igual. La interpretació de Charu per Madhabi Mukherjee, així com el treball de Subrata Mitra i de Bansi Chandragupta han estat premiats moltes vegades. Entre les altres pel·lícules d'aquest període es troben Mahanagar  (La gran ciutat), Teen Kanya  (Tres Noies), Abhijan  (L'expedició) i Kapurush o Mahapurush  (El covard i el Sant).

## Noves orientacions (1965–1982)
En el període que segueix Charulata , Ray explora una gran varietat de gèneres, anant de la fantasia a la ciència-ficció, passant pel cinema policíac i el drama històric. Ray procedeix igualment a nombrosos experiments de forma en el transcurs d'aquest període. Té també més en compte les preocupacions de la societat índia contemporània, omplint així una llacuna de les seves precedents pel·lícules en la matèria. La primera gran pel·lícula d'aquesta fase és Nayak  (L'heroi ), la història d'una artista de cinema que viatja en tren, i troba una jove periodista simpàtica. Amb Uttam Kumar i Sharmila Tagore als primers papers, la pel·lícula explora, en el transcurs de les 24 hores de viatge, el conflicte interior de l'idol naixent, de l'èxit aparent. Malgrat un premi atorgat per la crítica a la Berlinale, la pel·lícula té poc èxit de públic.
El 1967, Ray escriu un guió per a una pel·lícula titulada The Alien , a partir de la seva novel·la Bankubabur Bandhu  ("L'amic de Banku Babu") que havia escrit el 1962 per a Sandesh , la revista familiar. The Alien  havia de ser una coproducció americano-india, produïda per Columbia Pictures amb Peter Sellers i Marlon Brando com a caps de cartell. Tanmateix, Ray és sorprès en descobrir que el guió que ha escrit ha estat copiat i que els drets d'autor han estat dipositats. Llavors, Brando és apartat del projecte, i malgrat una temptativa de reemplaçar-lo per James Coburn, Ray torna desenganyat a Calcuta La Columbia expressa diverses vegades el desig de llançar aquest projecte en els anys 1970 i 80, però no en surt res. Quan E.T. s'estrena el 1982, Ray veu semblances amb el seu guió original, i analitza el fracàs del projecte en un número de Sight & Sound de 1980, i altres detalls suplementaris els subministra el seu biògraf Andrew Robinson (a The Inner Eye , aparegut el 1989). Ray astà convençut que la pel·lícula de Spielberg no hauria estat possible sense el seu guió, disponible a Amèrica en forma de fotocòpies (una acusació que Spielberg nega).
El 1969, Ray realitza el que serà el seu més gran èxit comercial. A partir d'un conte per a nens escrit pel seu avi Goopy Gyne Bagha Byne (Les aventures de Goopy i Bagha) és una història musical pertanyent al gènere de la fantasia. Goopy el cantant i Bagha el percussionista, proveïts de tres ossos prestats pel Rei dels Fantasmes, comencen un periple fantàstic per intentar impedir el desencadenament d'una guerra imminent entre dos regnes veïns. Una de les seves realitzacions més costoses, aquesta pel·lícula és molt difícil de finançar. Ray acaba renunciant a rodar en color, refusant una proposició que l'hauria obligat a donar el paper principal a un cert actor de Bollywood. Llavors, Ray signa una pel·lícula inspirada en la novel·la d'un jove poeta, Sunil Gangopadhyay. Implicant una estructura musical apreciada com més complexa que la de Charulata, Aranyer Din Ratri  (Els dies i de les nits al bosc ) segueix quatre joves homes urbans anant a passar les seves vacances al bosc, per intentar deixar enrere la seva existència insignificant a ciutat. Gairebé tots fan trobades significatives amb dones, cosa que els crítics consideren com un estudi revelador de la classe mitjana a l'Índia. Ray escull l'actriu de Bombay, Simi Garewal, per encarnar una dona tribal, i queda agradablement sorpresa pel fet que Ray hagi escollit algú tan urbà com ella per a aquest paper.

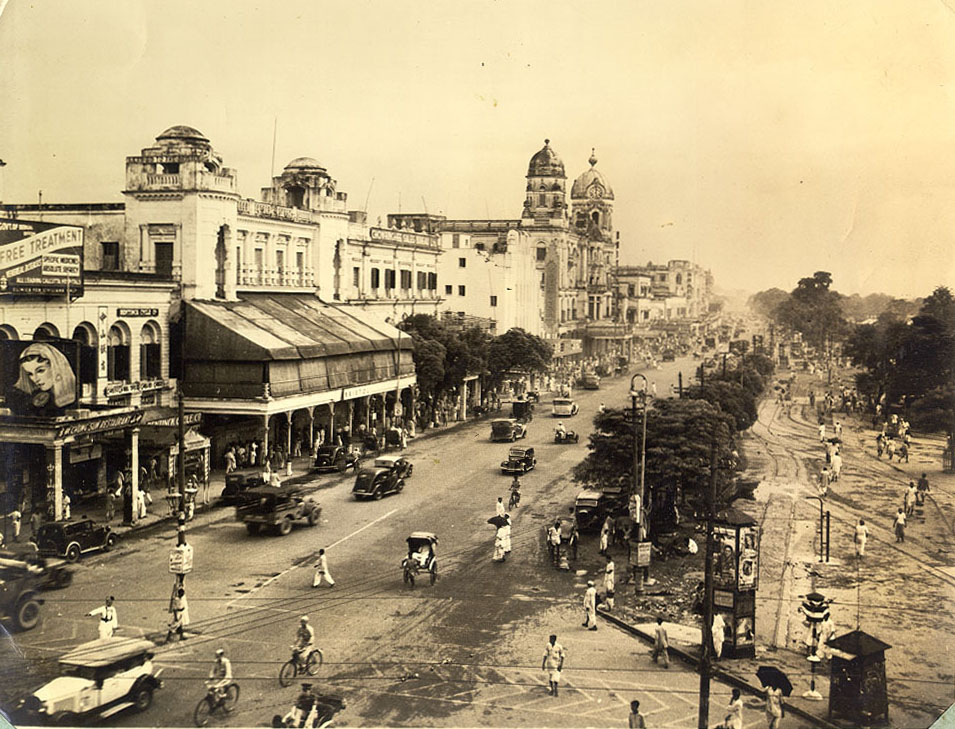
L'efervescencia de la ciutat de Calcuta constitueix per a Ray a la vegada un decorat i una font d'inspiració.

Després d'Aranyer , Ray fa una incursió en la realitat bengalí, llavors en plena efervescència sota la influència del moviment d'extrema esquerra naxalita. Acaba la trilogia de Calcuta: Pratidwandi (1970), Seemabaddha (1971), i Jana Aranya (1975), tres pel·lícules concebudes de manera separada, però les connexions temàtiques de les quals constitueixen una mena de trilogia. Pratidwandi  (L'adversari) tracta d'un jove diplomat idealista que, tot i haver perdut les seves il·lusions, continua sent íntegre fins al final de la pel·lícula. Segueix Jana Aranya  (L'intermediari), o com s'enfonsa un jove home a poc a poc en el món de la corrupció per guanyar-se la vida.
Finalment Seemabaddha  (Societat limitada) tracta d'un home pròsper que renuncia a la moral per enriquir-se més. La primera, Pratidwandi , utilitza un estil de narració el·líptica encara mai vist a les pel·lícules de Ray, apel·lant a escenes en negatiu, seqüències oníriques i abruptes flashbacks. En els anys 70, Ray adapta també dues de les seves històries populars en pel·lícules policíaques. Principalment destinats a un públic de nens i de joves adults, com Sonar Kella  (La Fortalesa d'Or ) i Joy Bocabadat Felunath (El Déu Elefant ) troben bona acollida en algunes crítiques.
Ray considera fer una pel·lícula sobre la guerra d'alliberament de Bangladesh, però abandona llavors aquesta idea, explicant que en tant que director està més interessat pels esforços i els periples dels refugiats que per la política. el 1977, Ray acaba  Shatranj Ke Khiladi  (Els jugadors de fracàs), una pel·lícula en urdú segons una novel·la de Munshi Premchand, que passa a Lucknow a la regió de l'Awadh, un any abans de la revolta dels sipais (1857). Tracta sobre les circumstàncies que van permetre la colonització de l'Índia pels Britànics, i és el primer llargmetratge de Ray en una llengua diferent del bengalí. És la de més gran pressupost i laa que reuneix més artistes, entre les quals Sanjeev Kumar, Saeed Jaffrey, Amjad Khan, Shabana Azmi, Victor Bannerjee i Richard Attenborough. Ray realitza una continuació el 1980, amb la lleu exageració política Hirak Rajar Deshe  (El Regne dels diamants) - on el regne del diabòlic rei dels diamants o Hirok Raj  és una al·lusió a l'Índia durant l'estat d'urgència decretat per Indira Gandhi. El seu curtmetratge Pikoo  i la seva pel·lícula d'una hora en hindî Sadgati  constitueixen l'apogeu d'aquest període de la seva vida.

## El darrer període (1983-1992)
El 1983, mentre que treballa sobre Ghare Baire  (La casa i el món ), Ray és colpit per una crisi cardíaca que limitarà de manera seriosa les seves activitats durant els nou anys que encara viurà. Ghare Baire  s'acaba el 1984 amb l'ajuda del seu fill (que passa darrere la càmera a partir d'aquest moment), a causa de la seva salut. Desitja des de fa molt de temps posar a la pantalla aquesta novel·la de Tagore que tracta dels perills del nacionalisme i n'havia escrit el guió (almenys un primer esborrany segons les seves afirmacions) en els anys 1940. Malgrat els retocs sumaris per la seva malaltia, la pel·lícula és encensada per una part de la crítica. Conté el primer verdader petó de la seva filmografia. El 1987, realitza un documental sobre el seu pare, Sukumar Ray.
Les tres últimes pel·lícules de Ray, realitzades després del seu restabliment i amb restriccions d'ordre mèdic, són essencialment rodades en interiors, i tenen un estil propi. Tenen més text que les seves pel·lícules precedents i en general són considerades com inferiors a la seva obra anterior. La primera, Ganashatru  (Un enemic del poble ) és una adaptació de la cèlebre obra de Henrik Ibsen. Ray retroba en part la seva forma el 1990, a la pel·lícula Shakha Proshakha  (Les Branques de l'arbre). En aquesta, un vell, després d'una vida honrada, arriba a assabentar-se de la corrupció en la que viuen tres dels seus fills... L'escena final el mostra trobant reconfort en la companyia del seu quart fill, no corromput però malalt mental. Després de Shakha Prashakha , el cant del cigne de Ray: Agantuk  (La Gran Ciutat ), d'humor més lleuger, però greu en la tematica. La visita sobtada d'un oncle perdut de vista des de fa molt de temps a la seva neboda, a la seva casa de Calcuta, fa créixer la sospita quant a les seves raons i aixeca un ventall de preguntes.
El 1992, l'estat de salut de Ray es deteriora, a causa de complicacions cardíaques. Ingresa a l'hospital i no es restablirà mai. Algunes setmanes abans de la seva mort, rep un Oscar honorífic, mentre està greument malalt. Mor el 23 d'abril de 1992.

## Setè art
Satyajit Ray sempre ha considerat l'escriptura del guió com a part integrant de la direcció. És una de les raons per a les quals s'ha negat molt de temps a fer pel·lícules en una altra llengua que el bengalí. Per als seus dos llargmetratges que fan excepció a aquesta regla, escriu el guió en anglès, després supervisa la traducció perquè pugui ser interpretada en hindí o en urdú. El cop d'ull particular de Ray per als detalls encaixa amb el del seu director artístic Bansi Chandragupta. La influència d'aquest últim sobre les primeres pel·lícules de Ray és tan important que Ray escriu sempre els seus guions en anglès abans de crear la versió bengalí, per tal que Chandragupta, no-bengalí, els pugui llegir. El treball de la càmera a les primeres obres de Ray suscita nombroses admiracions per a l'habilitat de Subrata Mitra . La seva sortida de l'equip de Ray, segons molts crítics, fa baixar la qualitat de la presa de vistes en els films. Encara que Ray no s'amagui per de felicitar Mitra, la seva tenacitat l'empeny a agafar els encàrrecs de la càmera a partir de Charulata , que fa que Mitra deixarà de treballar per a ell després de 1966. Entre les innovacions de Subrata Mitra, es troba el "bounce lighting", una tècnica d'enllumenat que fa reflectir la llum sobre una tela per crear un enllumenat difús i realista, inclos en l'escenari. Ray reconeix el seu deute envers Jean-Luc Godard i François Truffaut de la nouvelle vague per haver introduït novetats tècniques i innovacions cinematogràfiques
Encara que Ray tingui un muntador fidel en la persona de Dulal Datta, dona habitualment les seves instruccions mentre Datta efectua les modificacions, en temps real. En efecte, per a raons financeres i organització meticulosa inherents al caràcter de Ray, les seves pel·lícules són majoritariàment tallats "a la càmera" (amb l'excepció notable de Pather Panchali ). Al començament de la seva carrera, Ray treballa amb músics indis clàssics, entre els quals Ravi Shankar, Vilayat Khan i Ali Akbar Khan. No obstant això, l'experiència li és dolorosa quan s'adona que la primera lleialtat d'aquests és per les tradicions musicals, i no per a les seves pel·lícules. Així, el seu fort desig d'utilitzar ritmes clàssics occidentals, que considera com essèncials, en particular per a les seves pel·lícules rodades en mitjans urbans, és en un cul-de-sac. Això el porta a compondre les seves pròpies melodies a partir de Teen Kanya. Ray fa una crida a actors d'experiència molt diversa, des de celebritats del cinema a gent que mai no ha vist una pel·lícula de la seva vida (com a Aparajito). Robin Wood i altres l'han destacat com el millor escenògraf de papers infantils, subratllant les seves feines memorables a Apu  i Durga  (Pather Panchali ), Ratan (Postmaster ) i Mukul (Sonar Kella ). Segons l'experiència de l'actor, les instruccions de Ray poden variar de quasi res (actors com Utpal Dutt) a fer anar l'actor com una marioneta (Subir Banerjee interpretant Apu o Sharmila Tagore fent de Aparna). Segons els actors que han treballat per a ell, la seva confiança habitual en els actors era si s'esqueia compensada per la seva capacitat per pagar la incompetència amb un menyspreu total.

## Acollida de la crítica i del públic
L'obra de Ray és descrita com un eco als valors de l'humanisme i d'universalitat, d'una simplicitat enganyosa amb una profunda complexitat subjacent. Són nombrosos aquells que l'han cobert de lloances. Fins i tot Akira Kurosawa es va prestar a aquest joc declarant: «No haver vist el cinema de Ray és com viure al món sense haver vist el sol o la lluna.  » Els seus detractors, per contra, troben les seves pel·lícules glacialment lentes, que progressen com una serp majestuosa  ». Alguns troben el seu humanisme ingenu, i la seva obra antimoderna, i pretenen que pesca per manca de noves maneres d'expressió o d'experimentacions, que es troben en contemporanis de Ray, com Jean-Luc Godard. Com va escriure Stanley Kauffman, alguns crítics estan convençuts que Ray «parteix del principi [que els espectadors] poden estar interessats en una pel·lícula [la intensitat de la qual] resideix simplement en els seus personatges, i no en un que imposa proves dramàtiques a les seves existències.» Ray en persona explica que no pot fer res pel que fa a la lentitud, i Kurosawa el defensa declarant « Les pel·lícules de Ray no són lentes en absolut. Pot ser descrit com una onada relaxada, com la d'un gran riu.»
Els crítics han comparat sovint Ray a altres artistes del cinema o d'altres mitjans de comunicació, com Anton Chekhov, Renoir, De Sica, Howard Hawks o Mozart. També ha estat citat Shakespeare, per exemple per l'escriptor V. S. Naipaul, que compara una escena de Shatranj Ki Khiladi  (Els jugadors de fracassos ) a un joc shakesperià: « només es pronuncien tres-centes paraules, però déu! - es produeixen coses aterridores.» Està generalment admès, incloent-hi els qui no són sensibles a l'estètica de les pel·lícules de Ray, que és un cineasta sense pairó pel que fa a captar una cultura en el seu conjunt i amb tots els seus matisos a través de les seves pel·lícules. Un sentiment que tradueix The Independent , en la rúbrica necrològica, exclamant: «Qui més pot aixecar aquest desafiament ?  » Sigui com sigui, les pel·lícules que va realitzar després de la seva crisi cardíaca han perdut una mica de la vitalitat dels començaments.
Començaments del 1980, Ray és obertament criticat per una diputada del parlament indi, i ex-actriu: Nargis Dutt l'acusa d'exportar la pobresa i li demana de fer pel·lícules que representin l'Índia moderna. D'altra banda, una acusació corrent formulada pels partidaris del socialisme indi diu que no és prou compromès en la defensa de la causa de les classes oprimides. Alguns comentaristes l'acusen de glorificar la pobresa a Pather Panchali  i Asani Sanket  a través del lirisme i l'estètica. Està també acusat de no donar solució als conflictes de les seves històries, i de no aconseguir superar els seus orígens burgesos. Durant els disturbis dels moviments naxalites dels anys 70, el seu fill Sandip es va escapar per poc de ser ferit. En un debat públic dels anys 70, Ray i el cineasta marxista Mrinal Sen polemitzen. Sen el critica per haver contractat una actriu jove com Uttam Kumar, a la qual cosa Ray replica declarant que Sen no es fica més que amb blancs fàcils, és a dir amb les classes mitjanes bengalies. La seva vida privada no és mai un assumpte de xafarderies mediàtiques, encara que alguns li atribueixen una aventura amb Madhabi Mukherjee en els anys 60.

## Herència artística
Satyajit Ray és una icona cultural a l'Índia i en les comunitats bengalies del món sencer. Després de la seva mort, l'agitació de la ciutat de Calcuta va quedar com suspesa, mentre que centenars de milers de persones es congregaven al voltant de la seva casa per retre-li un últim homenatge. La influència de Satyajit Ray sobre el cinema bengalí és àmplia i profunda: molts realitzadors, entre els quals es pot citar Aparna Sen, Rituparno Ghosh, Gautam Ghose, Tareq Masud i Tanvir Mokammel a Bangladesh, han estat influenciats per la seva manera de fer pel·lícules. També, cineastes com Buddhadev Dasgupta o Mrinal Sen. Fora de l'Índia, directors com Martin Scorsese i Adoor Gopalakrishnan han reconegut la seva contribució a la gènesi del cinema indi. James Ivory, Abbas Kiarostami i Elia Kazan haurien estat, segons algunes informacions, influenciats pel seu estil cinematogràfic. Forty Shades of Blue , realitzada per Ira Sachs el 2005, és un remake prou lliure de Charulata , i a la pel·lícula My Family  de 1995, l'escena final és calcada del final d'Apur Sansar . Referències similars a les pel·lícules de Ray són presents, per exemple, en obres recents com Sacred Evil, la trilogia dels elements (Fire, Earth i Water) de Deepa Mehta i fins i tot a les pel·lícules de Jean-Luc Godard.
El personatge Apu Nahasapeemapetilon de la sèrie televisiva americana de dibuixos animats Els Simpson ha estat anomenat així en homenatge a Ray. De manera simultània amb Madhabi Mukherjee, Ray ha estat la primera personalitat del cinema indi a tenir un segell estranger amb la seva efígie, a Dominique. Nombroses obres literàries contenen referències a Ray o a les seves realitzacions, entre les quals Herzog , la novel·la de Saul Bellow i Youth , de J. M. Coetzee. A Haroun i el mar de les Històries , de Salman Rushdie, dos peixos es diuen Goopy  i Bagha , un homenatge a la pel·lícula de fantasia de Ray. El 1993, la Universitat de Califòrnia a Santa Cruz va fundar la col·lecció de Pel·lícules i Estudis de Satyajit Ray, i el 1995, el govern indi ha creat l'Institut d'estudis cinematogràfics i televisius Satyajit Ray, pels estudis relacionats amb el cinema. El 2007, la BBC ha anunciat que dues històries de Feluda prendrien aviat forma radiofònica. En el Festival de Cinema de Londres, un premi "Satyajit Ray" recompensa el primer metratge d'un director que mostri millor "el talent artístic, la compassió i la humanitat de la visió de Ray".

## Premis i nominacions, honors...
Molts premis i recompenses es van atorgar a Ray al llarg de la seva vida. Va aconseguir el títol de doctor honorari de la Universitat d'Oxford, va ser la segona personalitat del món del cinema en ser així honorada, després de Chaplin. Obté el Premi Dadasaheb Phalke el 1985. El 1987, és condecorat amb la Legió d'honor pel president francès François Mitterrand. Poc abans de la seva mort, és el govern indi que li dona la més prestigiosa decoració civil, el Bhârat Ratna. Per al conjunt de la seva obra, l'Acadèmia del cinema va recompensar Ray amb un Oscar honorari el 1992. Rep igualment a títol pòstum el premi Akira Kurosawa per a la seva carrera de director en el Festival de Cinema de San Francisco: l'actriu Sharmila Tagore el representa en aquella ocasió

## Filmografia
- Pather Panchali (La queixa del corriol, 1952)
- Apur Sansar (El món d'Apur, 1954)
- Aparajito (L'invencible, 1957)
- Jalsaghar (La sala de música, 1958)
- Devi (La deessa, 1960)
- Teen Kanya (Tres Noies, 1961)
- Kanchenjungha (1962)
- Abhijan (L'expedició, 1962)
- Mahanagar (La gran ciutat, 1963)
- Charulata (L'esposa abandonada, 1965)
- Kapurush (El covard i el Sant, 1965)
- Nayak (L'heroi, 1966)
- Aranyer Din Ratri (Dies i nits a la foresta, 1969)
- Goopy Gyne Bagha Byne (Les aventures de Goopy i Bagha)
- Pratidwandi (L'adversari, 1970)
- Seemabaddha (Companyia Limitada, 1971)
- Jana Aranya (L'home del mig, 1971)
- Shatranj Ke Khiladi (Els jugadors d'escacs, 1977)
- Jai baba felunath (1978)
- Sadgati (1982)
- Ghare-Baire (El món de Bimala, 1984)
- Ganashatru (Un enemic del poble, 1989)
- Shakha Proshakha (Branques d'arbre, 1990)
- Agantuk (L'estranger, 1991).

Satyajit Ray també és conegut sobretot com a director de cinema. També és escriptor d'històries i guions, així com compositor de música i productor, a més a més d'altres funcions annexes en algunes pel·lícules (ha estat per exemple l'ajudant de Jean Renoir en el rodatge de la pel·lícula Le fleuve (1950).

## Obra literària
Ray va crear dos personatges molt populars de la literatura infantil bengalí: Feluda, un detectiu, i el Professor Shonku, un científic. Compon notícies, que són publicades per dotze douze, en forma de reculls, el títol dels quals és sempre un joc de paraules sobre el terme «dotze» (per exemple Eker pitthe dui , literalment "dos a més a més d'un"). L'interès de Ray pels enigmes i els jocs de paraules es troba en les seves històries: Feluda ha de resoldre sovint un trencaclosques per tancar un cas. Les històries de Feluda són contades pel seu cosí Topse, una mica l'equivalent al Dr. Watson de Sherlock Holmes. Les històries de ciència del professor Shonku són presentades sota la forma del diari del científic, descobert després de la seva misteriosa desaparició. En aquestes notícies, Ray dona lliure pista a la seva inclinació per allò més macabre, el suspense, i d'altres aspectes que evita a les seves pel·lícules, donant matèria a un interessant estudi psicològic.
La majoria dels seus escrits han estat traduïts a l'anglès, trobant així nous lectors.
La majoria dels seus guions van ser publicats en bengalí al diari literari Eksan. Ray va escriure el 1982 la seva autobiografia, incloent la seva infantesa: Jakhan Choto Chilam  (1982) així com els assaigs sobre cinema: Our Films, Their Films (Les nostres pel·lícules, les seves pel·lícules) així com Bishoy Chalachchitra  el 1976, Ekei Bole Shooting  el 1979. A la meitat dels anys 1990, els assaigs de Ray i una antologia de les seves novel·les van ser publicades a Occident. Our Films, Their Films és una antologia de les crítiques de films fetes par Ray, i conté articles així com extractes del seu diari personal. És en dues parts, la primera tracta del cinema indi, el segon s'interessa per Hollywood i per alguns realitzadors internacionals (Charlie Chaplin, Akira Kurosawa) així com per alguns moviments, com el neorealisme italià. El seu llibre Bishoy Chalachchitra és traduït a l'anglès el 2006 sota el títol Speaking of Films. Conté una descripció sintètica de la seva filosofia i de diferents aspectes del cinema. Ray ha escrit igualment un recull de versos fantasiosos titulat Today Bandha Ghorar Dim, entre els quals hi ha una traducció de Jabberwocky, de Lewis Carroll. És també l'autor d'una sèrie d'històries gracioses en bengalí sobre Mollah Nasiruddin. Satyajit Ray ha concebut igualment dos policies batejats Ray Roman  i Ray Bizarre. Ray Roman va guanyar un premi internacional el 1970. En certs cercles de Calcuta, Ray continua sent conegut com un grafista sense pairó, independentment de la seva carrera de realitzador. Ray s'ha il·lustrat ell mateix tots els seus llibres, així com les seves cobertes, de la mateixa manera que era ell qui creava els cartells i el material promocional de les seves pel·lícules.

### Obres de referència

#### En anglès
- Darius Cooper, William Rothman, i Dudley Andrew. The Cinema of Satyajit Ray, Between Tradition and Modernity.  Cambridge University Press, 2000. ISBN 978-0-521-62980-5.
- Chidananda Das Gupta. The cinema of Satyajit Ray (en anglais).  Vikas Publishing House, 1980. ISBN 978-0-7069-1035-3.
- Suranjan Ganguly. Satyajit Ray: In search of the modern.  Scarecrow Press, 2007. ISBN 978-0-8108-5900-5.
- Subrata Mitra «The Genius of Satyajit Ray». India Today, 1983.
- Ashis Nandy. «Satyajit Ray's Secret Guide to Exquisite Murders». A: The Savage Freud and Other Essays on Possible and Retrievable Selves.  Princeton University Press, 1995. ISBN 978-0-691-04411-8..
- Ben Nyce. Satyajit Ray: A Study of His Films.  Praeger Publishers, 1988. ISBN 978-0-275-92666-3.
- Ray, Satyajit. Our films, their films.  Asia Book Corp of Amer, 1993. ISBN 978-0-86311-317-8.
- Ray, Satyajit. My Years with Apu.  Faber and Faber, 1997. ISBN 978-0-571-17695-3.
- Ray, Satyajit. Speaking of films.  Penguin India, 2005. ISBN 978-0-14-400026-5.
- Andrew Robinson. Satyajit Ray: The Inner Eye: The Biography of a Master Film-Maker.  I. B. Tauris, 2003. ISBN 978-1-86064-965-3.
- Andrew Robinson. Satyajit Ray: A Vision of Cinema.  I. B. Tauris, 2005. ISBN 978-1-84511-074-1.
- Rushdie, Salman. Imaginary Homelands.  Penguin, 1992. ISBN 978-0-14-014036-1.
- Marie Seton. Satyajit Ray: Portrait of a director.  Indiana University Press, 1971. ISBN 978-0-253-16815-3.
- Robin Wood. The Apu trilogy.  November Books Ltd, 1972. ISBN 978-0-85631-003-4.
- Moinak Biswas. Apu and after: Re-visiting Ray's cinema.  Seagull Books, 2006. ISBN 978-1-905422-26-5.

#### En francès
- Upendrakishore, Sukumar & Satyajit Ray. Les aventures de Goopy i Bagha & autres histoires du Bengale (Amb el dvd del film Goopy Ghyne Bagha Byne).  Editions Chandeigne, 2008.
- Alok B. Nandi. Que s'ouvre Le salon de musique ! Lecture d'un film de Satyajit Ray.  Mémoire ELICIT, 1992-1993.
- Charles Tesson. Satyajit Ray.  Editions de l'Etoile/Cahiers du Cinéma, 1992. ISBN 2-86642-117-5.
- Satyajit Ray. Ecrits sur le cinéma.  Ramsay, 1999. ISBN 2-85956-440-3.